# Binsbach
Binsbach ist ein Gemeindeteil der Stadt Arnstein im unterfränkischen Landkreis Main-Spessart in Bayern.

## Lage
Das Kirchdorf Binsbach liegt vier Kilometer südöstlich von Arnstein am gleichnamigen Bach, einem linken Zufluss der Wern. Die Städte Würzburg und Schweinfurt sind beide etwa 18 Kilometer entfernt. Unmittelbar an der südöstlichen Ortsgrenze beginnt der Landkreis Würzburg.
An Binsbach grenzen folgende Gemarkungen:
|            | Gänheim                                     | Mühlhausen |
| Arnstein   | Kompassrose, die auf Nachbargemeinden zeigt | Rieden     |
| Gramschatz | Hausen bei Würzburg                         |            |

## Geschichte
Binsbach dürfte in der dritten Kolonisationswelle der Franken, Anfang des 8. Jahrhunderts, entstanden sein. Die erste urkundliche Erwähnung erfolgte im Jahr 1290. Als Bestandteil des Zents Arnstein unterlag Binsbach der Zuständigkeit des Hochstifts Würzburg. Im Jahr 1644 hatte der Ort nach dem Saalbuch 20 Herdstätten und eine Kirche, 1870 wurden 225 Einwohner gezählt. Die Rokokokirche St. Jakobus der Ältere stammt aus dem Jahre 1733. Der Hochaltar enthält Bestandteile aus der Zeit um 1670 bzw. 1740. 1981 wurde eine Komplettrenovierung abgeschlossen, 1997 wurde sie erneut innen renoviert.
Bis etwa in die 1970er Jahre war Binsbach ein landwirtschaftlich orientiertes Dorf. Außerdem gab es zwei große Steinbrüche, in denen bis in die 1950er Jahre Sandstein abgebaut wurde. Am 1. Januar 1972 wurde Binsbach im Zuge der Gebietsreform in Bayern nach Arnstein eingemeindet.

## Verkehr
Die durch den Ort verlaufende Kreisstraße MSP 4 führt nördlich nach Gänheim zur B 26 bzw. in südwestlicher Richtung als WÜ 54 nach Gramschatz. Die Kreisstraße MSP 5/WÜ 53 zweigt im Ort ab und führt nach Unterquerung der A 7, die knapp 1 km südöstlich verläuft, nach Rieden. Durch Binsbach verläuft der Fränkische Marienweg.